# Sandford Fleming
Sir Sandford Fleming (7. ledna 1827 Kirkcaldy, Skotsko – 22. července 1915 Halifax, Nové Skotsko) byl kanadský inženýr a vynálezce skotského původu. Nejvíce se proslavil zavedením světového standardního času a prosazením časových zón. K jeho pracím patří také první kanadská známka. Byl velmi plodný v oblasti kartografie.

## Mládí
Fleming se narodil ve městě Kirkcaldy ve Skotsku. Ve 14 letech se vyučil zeměměřičem a v roce 1845 (ve věku 17 let) emigroval se svým starším bratrem Davidem do Ontaria, tehdy nazývaného Upper Canada (Horní Kanada, odvozeno od toku řeky sv. Vavřince). Postupně prošli Quebec City, Montreal, Kingston, až se nakonec usídlili v Peterboroughu u svých příbuzných.
Díky své vynalézavosti a práci byl jmenován od roku 1855 hlavním inženýrem Severní železniční trati v Kanadě. Prosazoval důsledně ocelové mosty místo dřevěných.

## Zakladatel jednotného času
V roce 1874 navrhl v Irsku jednotný dvacetičtyřhodinový denní čas pro celý svět. Z jeho popudu v roce 1929 všechny významné země přijaly časová pásma.

## Pozdější život
V roce 1880 ustal s mapováním. Podílel se neúnavně na realizaci kabelového telegrafu spojujícího všechny britské země.
V roce 1901 byl odměněn britskou královnou Viktorií a obdařen rytířským titulem. Zemřel v roce 1915 v Halifaxu. Vlastnil i rezidenci v Ottawě, kde byl pohřben na Beechwood Cemetery.
Je znám v celém světě. V Kanadě v Ontariu, v Torontu a jinde po něm bylo pojmenováno mnoho škol.